# John B. Yates
John Barentse Yates (* 1. Februar 1784 in Schenectady, New York; † 10. Juli 1836 in Chittenango, New York) war ein US-amerikanischer Jurist und Politiker. Zwischen 1815 und 1817 vertrat er den Bundesstaat New York im US-Repräsentantenhaus.

## Werdegang
John Barentse Yates wurde ungefähr fünf Monate nach dem Ende des Unabhängigkeitskrieges in Schenectady geboren und wuchs dort auf. Er schloss seine Vorstudien ab und graduierte 1802 am Union College in Schenectady. Yates studierte Jura. Seine Zulassung als Anwalt erhielt er 1805 und begann dann in Schenectady zu praktizieren. Er diente im Britisch-Amerikanischen Krieg unter General Wade Hampton an der Nordgrenze und wurde danach zum Aide-de-camp von Gouverneur Daniel D. Tompkins ernannt.
Als Gegner einer zu starken Zentralregierung schloss er sich in jener Zeit der von Thomas Jefferson gegründeten Demokratisch-Republikanischen Partei an. Bei den Kongresswahlen des Jahres 1814 für den 14. Kongress wurde er im 13. Wahlbezirk von New York in das US-Repräsentantenhaus in Washington, D.C. gewählt, wo er am 4. März 1815 als die Nachfolge von Alexander Boyd antrat. Da er auf eine erneute Kandidatur im Jahr 1816 verzichtete, schied er nach dem 3. März 1817 aus dem Kongress aus. Als Kongressabgeordnete hatte der den Vorsitz über das Committee on Expenditures im Department of State.
Nach seiner Kongresszeit half er bei dem Bau des Wellandkanals. Er zog 1816 nach Chittenango. 1825 gründete er das Yates Polytechnic Institute. Er war in den Jahren 1835 und 1836 Richter im Madison County. 1836 wurde er in die New York State Assembly gewählt und diente dort bis zu seinem Tod am 10. Juli 1836 in Chittenango. Sein Leichnam wurde dann auf dem Walnut Grove Cemetery bei Chittenango beigesetzt.